# Обновимо Европу
Обновимо Европу (енгл. Renew Europe; скраћено ОЕ) је посланичка група у Европском парламенту. Наследник је Алијансе либерала и демократа за Европу која је постојала од 2004. до 2019. током шестог, седмог и осмог сазива Европског парламента. Чине је чланови странака као што су Савез либерала и демократа за Европу (већина), Европска демократска странка (већина) и Европска народна странка (мањина).